# Petit temple de la Sainte-Croix de Bergame
Le petit temple de la Sainte-Croix (italien : tempietto di Santa Croce) est une petite chapelle romane octogonale située dans la ville haute de Bergame, près de la basilique Santa Maria Maggiore. 

## Histoire
Le bâtiment d'origine a été construit dans la première moitié du XIe siècle mais la première documentation de la structure date de 1133. La Rotonde de San Tomè, la Basilique Santa Giulia de Bonate Soto et le Prieuré de Sant'Egidio font partie des autres structures romanes de la province. 